# Museo del domani
Il Museo del Domani è un museo nella città di Rio de Janeiro, in Brasile.

## Descrizione
L'edificio, progettato dall'architetto spagnolo Santiago Calatrava, fu eretto accanto a Praça Mauá, nell'area portuale (più precisamente a Pier Mauá). La sua costruzione fu sostenuta dalla Fondazione Roberto Marinho ed è costato circa 230 milioni di reais. L'edificio è stato inaugurato il 17 dicembre 2015 con la presenza dell'allora presidente brasiliano Dilma Rousseff e ha ricevuto circa 25 000 visitatori nel suo primo fine settimana di attività.
Lo scopo dell'istruzione è quello di essere un museo di arti e scienze, che tratta tematiche del cambiamento climatico, del degrado ambientale e del collasso sociale. 
Il museo collabora con importanti università brasiliane e istituzioni scientifiche globali e raccoglie i dati climatici e demografici in tempo reale da parte delle agenzie spaziali e delle Nazioni Unite.
Il museo ha ricevuto nel 2015, come donazione prima della sua inaugurazione, la scultura Puffed Star II dell'artista nordamericano Frank Stella. L'opera è costituita da una stella a venti punte di sei metri di diametro che è stata installata nella piscina del museo. La scultura in metallo, prima di essere donata al museo, era esposta a New York.
Il museo fa parte di un progetto  di riqualificazione dell'area portuale di Rio.